# 于澍龙
于澍龙（1990年2月19日—），吉林长春人，曾是CBA球队吉林东北虎队的控球后卫，得分能力较强，尤其是三分球很精准。

## 经历
于澍龙自8岁开始学习篮球，后进入长春市实验中学的孙军篮球学校接受专业训练。
2007年，进入吉林东北虎二队。
因在2007/08赛季的全国青年队联赛中表现优秀入选了2008年U18青年队(主教练为李春江)，作为球队主力参加了2008年亚洲男篮U18锦标赛。同年9月，升入吉林东北虎一队，开始征战CBA联赛。
在2009年全运会的篮球比赛中，代表吉林队出战的于澍龙表现出色，得到当时国家队主教练郭士强的肯定。
2009/10赛季，CBA设立了每周评选的“星锐MVP”奖项，于澍龙成为第一个获得这个项奖项的球员。凭借这个赛季的出色发挥(出场32次，场均11.7分2.5板2.4助)，仅仅打了两个职业赛季的于澍龙得到了男篮主教练邓华德的青睐，在2010年5月进入了国家队29人的集训大名单并最终参加了2010年男篮世锦赛。